# Cosmiomorpha
Cosmiomorpha is een geslacht van kevers uit de familie bladsprietkevers (Scarabaeidae). Het geslacht werd voor het eerst wetenschappelijk beschreven in 1854 door Saunders.

## Soorten
- Ondergeslacht Cosmiomorpha
  - Cosmiomorpha cheni Qiu & Xu, 2013
  - Cosmiomorpha decliva Janson, 1890
  - Cosmiomorpha fortis Qiu & Xu, 2013
  - Cosmiomorpha maolanensis Qiu & Xu, 2013
  - Cosmiomorpha modesta Saunders, 1852
  - Cosmiomorpha nigripedis Qiu & Xu, 2013
  - Cosmiomorpha sauteri Bourgoin, 1931
  - Cosmiomorpha vietnamica Krajcik, 2012
- Ondergeslacht Microcosmiomorpha Miksic, 1974
  - Cosmiomorpha horni Bourgoin, 1931
  - Cosmiomorpha pacholatkoi Jákl, 2014
  - Cosmiomorpha schneideri Jákl, 2014
  - Cosmiomorpha setulosa Westwood, 1854
  - Cosmiomorpha similis Fairmaire, 1899
  - Cosmiomorpha taiwanomontanus Matsumoto & Sakai, 1988
  - Cosmiomorpha tonkinesis Moser, 1903
  - Cosmiomorpha tricostata Jákl, 2014